# Livinhac-le-Haut
Livinhac-le-Haut település Franciaországban, Aveyron megyében. Lakosainak száma 1102 fő (2022. január 1.). Livinhac-le-Haut Boisse-Penchot, Bouillac, Decazeville, Flagnac, Saint-Santin, Montmurat és Montredon községekkel határos.

## Népesség
A település népességének változása:
| Lakosok száma | 1423 | 1320 | 1179 | 1075 | 1197 | 1174 | 1123 | 1127 | 1123 | 1102 |
|               | 1968 | 1982 | 1990 | 2006 | 2013 | 2015 | 2017 | 2019 | 2020 | 2022 |